# ماركو زونيغا
ماركو زونيغا (بالإسبانية: Marco Zúñiga)‏ هو متسابق بياثل تشيلي، ولد في 4 ديسمبر 1978.

## وصلات خارجية
- ماركو زونيغا على موقع IBU (الإنجليزية)
- ماركو زونيغا على موقع أوليمبيديا (الإنجليزية)